# ای‌سی‌ان
ای‌سی‌ان اینداستری (به انگلیسی: ACN, Inc) یک شرکت بازاریابی چند سطحی (MLM) است که خدمات از راه دور، تلویزیون، انرژی و بقیه خدمات را از راه شبکهٔ عوامل فروش مستقل که به عنوان مالکان مستقل کسب و کار (IBO) شناخته می‌شوند فراهم می‌کند، کسانی که خودشان عوامل فروش جدید را زیرمجموعه خودشان استخدام می‌کنند. بر اساس کونکورد (به انگلیسی: Concord)، کارولینای شمالی، ایالات متحده، ای سی اِن کار خود را به عنوان شبکه ارتباطاتی آمریکایی در ایالات متحده در سال ۱۹۹۳ شروع کرد. این شرکت کار خود را در سال ۱۹۹۹ به اروپا و در سال ۲۰۱۱ به قاره اقیانوسیه گسترش داد، و در حال حاضر در ۲۳ کشور و ۴ قاره فعالیت می‌کند. این شرکت یکی از اعضای انجمن فروش مستقیم در آمریکای شمالی و اروپا است.